# Джорджевич, Лука
Лу́ка Джо́рджевич (черног. Лука Ђорђевић / Luka Đorđević; род. 9 июля 1994, Будва) — черногорский футболист, нападающий узбекского клуба «Согдиана». Выступал за сборную Черногории.

## Клубная карьера

### «Могрен»
Выступал за «Могрен» с 2011 по 2012 год. В сезоне 2010/11 провёл за клуб 2 матча в чемпионате Черногории, который его клуб в том сезоне выиграл. В сезоне 2011/12 в чемпионате Черногории провёл 24 игры, забил 10 голов. Также сыграл 1 матч в квалификации Лиги чемпионов против болгарского «Литекса».

### «Зенит»
В июне 2012 года перешёл в «Зенит». Тогда же главный тренер «Зенита» Лучано Спаллетти отозвался о нём так: «У него есть определённые качества, но он ещё юн, поэтому тут нужно смотреть. Это фланговый атакующий игрок, который здорово открывается в свободные зоны, пространства, хорошо бежит, поэтому у него, как мне кажется, есть будущее».
11 июля 2012 года Лука Джорджевич дебютировал за «Зенит» в товарищеском матче против команды «Русь», матч закончился со счётом 6:0 в пользу команды Луки, он забил последний 6-й мяч с передачи Бухарова. 16 июля Лука Джорджевич объявил свой окончательный номер — 77.
Дебют в РФПЛ состоялся 11 августа 2012 года в игре с московским «Спартаком». Джорджевич заменил Канунникова на 83-й минуте, к этому времени «Зенит» вёл 4:0, матч закончился со счётом 5:0 Уже следующий матч чемпионата, с «Анжи» начал в стартовом составе, а по итогам голосования был признан болельщиками лучшим игроком матча.
В сезоне 2012/13 провёл за «Зенит» 7 матчей в чемпионате России, а также 2 матча в Кубке России и 1 — в Лиге чемпионов.
Летом 2013 года появилась информация, что Джорджевич будет в аренду отдан в вернувшийся в Премьер-лигу клуб «Томь».
С приходом Мирчи Луческу летом 2016 года Джорджевич вновь был вызван на сборы с «Зенитом». В первых трёх товарищеских матчах отыграл в сумме 118 минут, результативными действиями не отметился. Первый гол при Луческу забил в игре со «Спортингом» на 85-й минуте. В матче с «Монако», во время предсезонной подготовки, оформил дубль. Свой первый гол в официальных матчах за «Зенит» забил 12 августа в матче с «Ростовом» на 85-й минуте. Его гол стал победным, а встреча завершилась со счётом 3:2. Забил победный гол в матче Лиги Европы 16 сентября против «Маккаби» Тель-Авив на 90+2 минуте (4:3).

#### Аренды
6 августа на правах аренды до конца сезона 2013/14 перешёл в голландский «Твенте».
1 сентября 2014 был арендован итальянской «Сампдорией».
В июле 2015 сыграл два матча за «Зенит-2» в первенстве ФНЛ. 31 августа перешёл в аренду в клуб испанской Сегунды «Понферрадина».
22 июля 2017 года был отправлен в аренду в тульский «Арсенал». 4 августа 2018 года снова был отправлен в аренду в «Арсенал».

### «Локомотив» (Москва)
12 августа 2019 года перешёл в московский «Локомотив». Дебютировал 18 августа 2019 года в гостевом матче 6 тура против московского «Динамо» (1:2), выйдя на замену 78-й минуте.
Сезон 2020/21 вновь отыграл в аренде в «Арсенале». 8 июня 2021 года контракт с «Локомотивом» был расторгнут по соглашению сторон.

### «Вайле»
5 сентября 2021 года перешёл в датский «Вайле».

### «Сочи»
19 сентября 2022 года перешёл в «Сочи». Дебютировал 1 октября 2022 года в гостевом матче 11 тура против «Оренбурга», (4:1), выйдя на замену 46-й минуте. 5 марта 2023 года в домашнем матче против московского ЦСКА (2:0) забил первые голы за клуб, оформив дубль и принеся клубу победу. 30 января 2024 года расторг контракт с «Сочи». Джорджевич провёл за команду 31 матч, забил четыре мяча и сделал шесть голевых передач.

## Карьера в сборной
Игрок сборных Черногории до 19 и до 21 года, участник отборочных игр чемпионата Европы в этих возрастных категориях. В мае 2013 года стал обладателем Кубка регионов[уточнить] в составе своей молодёжной сборной. 28 августа 2012 года Лука Джорджевич был вызван в основную сборную Черногории. 11 сентября 2012 года дебютировал за сборную, выйдя на поле в основном составе в матче против Сан-Марино, и забил гол.

## Статистика

### Клубная
| Выступление        | Выступление      | Выступление      | Лига | Лига | Кубки | Кубки | Еврокубки | Еврокубки | Итого | Итого |
| Клуб               | Лига             | Сезон            | Игры | Голы | Игры  | Голы  | Игры      | Голы      | Игры  | Голы  |
| ------------------ | ---------------- | ---------------- | ---- | ---- | ----- | ----- | --------- | --------- | ----- | ----- |
| Могрен             | Прва лига        | 2010/11          | 2    | 0    | 0     | 0     | 0         | 0         | 2     | 0     |
| Могрен             | Прва лига        | 2011/12          | 24   | 10   | 1     | 0     | 1         | 0         | 26    | 10    |
| Могрен             | Итого            | Итого            | 26   | 10   | 1     | 0     | 1         | 0         | 28    | 10    |
| Зенит (СПб)        | Премьер-лига     | 2012/13          | 7    | 0    | 2     | 0     | 1         | 0         | 10    | 0     |
| Зенит (СПб)        | Премьер-лига     | 2013/14          | 1    | 0    | 0     | 0     | 0         | 0         | 1     | 0     |
| Зенит (СПб)        | Премьер-лига     | 2016/17          | 10   | 1    | 2     | 1     | 6         | 1         | 18    | 3     |
| Зенит (СПб)        | Премьер-лига     | 2019/20          | 0    | 0    | 1     | 0     | 0         | 0         | 1     | 0     |
| Зенит (СПб)        | Итого            | Итого            | 18   | 1    | 5     | 1     | 7         | 1         | 30    | 3     |
| → Твенте           | Эредивизи        | 2013/14          | 14   | 0    | 1     | 0     | —         | —         | 15    | 0     |
| → Твенте           | Итого            | Итого            | 14   | 0    | 1     | 0     | —         | —         | 15    | 0     |
| → Йонг Твенте      | Эрстедивизи      | 2013/14          | 5    | 1    | —     | —     | —         | —         | 5     | 1     |
| → Йонг Твенте      | Итого            | Итого            | 5    | 1    | —     | —     | —         | —         | 5     | 1     |
| → Сампдория        | Серия А          | 2014/15          | 3    | 0    | 2     | 0     | —         | —         | 5     | 0     |
| → Сампдория        | Итого            | Итого            | 3    | 0    | 2     | 0     | —         | —         | 5     | 0     |
| → Зенит-2          | ФНЛ              | 2015/16          | 2    | 0    | —     | —     | —         | —         | 2     | 0     |
| → Зенит-2          | Итого            | Итого            | 2    | 0    | —     | —     | —         | —         | 2     | 0     |
| → Понферрадина     | Сегунда B        | 2015/16          | 24   | 3    | 2     | 1     | —         | —         | 26    | 4     |
| → Понферрадина     | Итого            | Итого            | 24   | 3    | 2     | 1     | —         | —         | 26    | 4     |
| → Арсенал (Тула)   | Премьер-лига     | 2017/18          | 22   | 7    | 1     | 0     | —         | —         | 23    | 7     |
| → Арсенал (Тула)   | Премьер-лига     | 2018/19          | 23   | 7    | 4     | 2     | —         | —         | 27    | 9     |
| → Арсенал (Тула)   | Премьер-лига     | 2020/21          | 14   | 2    | 0     | 0     | —         | —         | 14    | 2     |
| → Арсенал (Тула)   | Итого            | Итого            | 59   | 16   | 5     | 2     | —         | —         | 64    | 18    |
| Локомотив (Москва) | Премьер-лига     | 2019/20          | 4    | 0    | 1     | 0     | 0         | 0         | 5     | 0     |
| Локомотив (Москва) | Итого            | Итого            | 4    | 0    | 1     | 0     | 0         | 0         | 5     | 0     |
| Вайле              | Суперлига        | 2021/22          | 20   | 5    | 6     | 1     | —         | —         | 26    | 6     |
| Вайле              | Итого            | Итого            | 20   | 5    | 6     | 1     | —         | —         | 26    | 6     |
| Сочи               | Премьер-лига     | 2022/23          | 13   | 2    | 4     | 0     | —         | —         | 17    | 2     |
| Сочи               | Премьер-лига     | 2023/24          | 11   | 2    | 3     | 0     | —         | —         | 14    | 2     |
| Сочи               | Итого            | Итого            | 24   | 4    | 7     | 0     | —         | —         | 31    | 4     |
| Всего за карьеру   | Всего за карьеру | Всего за карьеру | 199  | 40   | 30    | 5     | 8         | 1         | 237   | 46    |

### Сборная
| № | Дата             | Оппонент             | Счёт | Голы Джорджевича | Соревнование             |
| 1 | 11 сентября 2012 | Сан-Марино           | 6:0  | 1                | Отборочные матчи ЧМ-2014 |
| 2 | 14 ноября 2012   | Сан-Марино           | 3:0  | -                | Отборочные матчи ЧМ-2014 |
| 3 | 23 мая 2014      | Словакия             | 0:2  | -                | Товарищеский матч        |
| 4 | 26 мая 2014      | Иран                 | 0:0  | -                | Товарищеский матч        |
| 5 | 26 марта 2017    | Польша               | 1:2  | -                | Отборочные матчи ЧМ-2018 |
| 6 | 4 июня 2017      | Иран                 | 1:2  | -                | Товарищеский матч        |
| 7 | 5 октября 2017   | Дания                | 0:1  | -                | Отборочные матчи ЧМ-2018 |
| 8 | 28 мая 2018      | Босния и Герцеговина | 0:0  | -                | Товарищеский матч        |
| 9 | 2 июня 2018      | Словения             | 0:2  | -                | Товарищеский матч        |

Итого: 9 матчей / 1 гол; 2 победы, 2 ничьи, 5 поражений.
(откорректировано по состоянию на 2 июня 2018)

## Достижения

### Клубные
«Могрен»
- Чемпион Черногории: 2010/11

«Зенит»
- Обладатель Суперкубка России: 2016
- Серебряный призёр чемпионата России: 2012/13
- Бронзовый призёр чемпионата России: 2016/17

«Локомотив»
- Серебряный призёр чемпионата России: 2019/20

### Личные
- В списках 33 лучших футболистов чемпионата России: № 3 — 2018/19